# Bimah

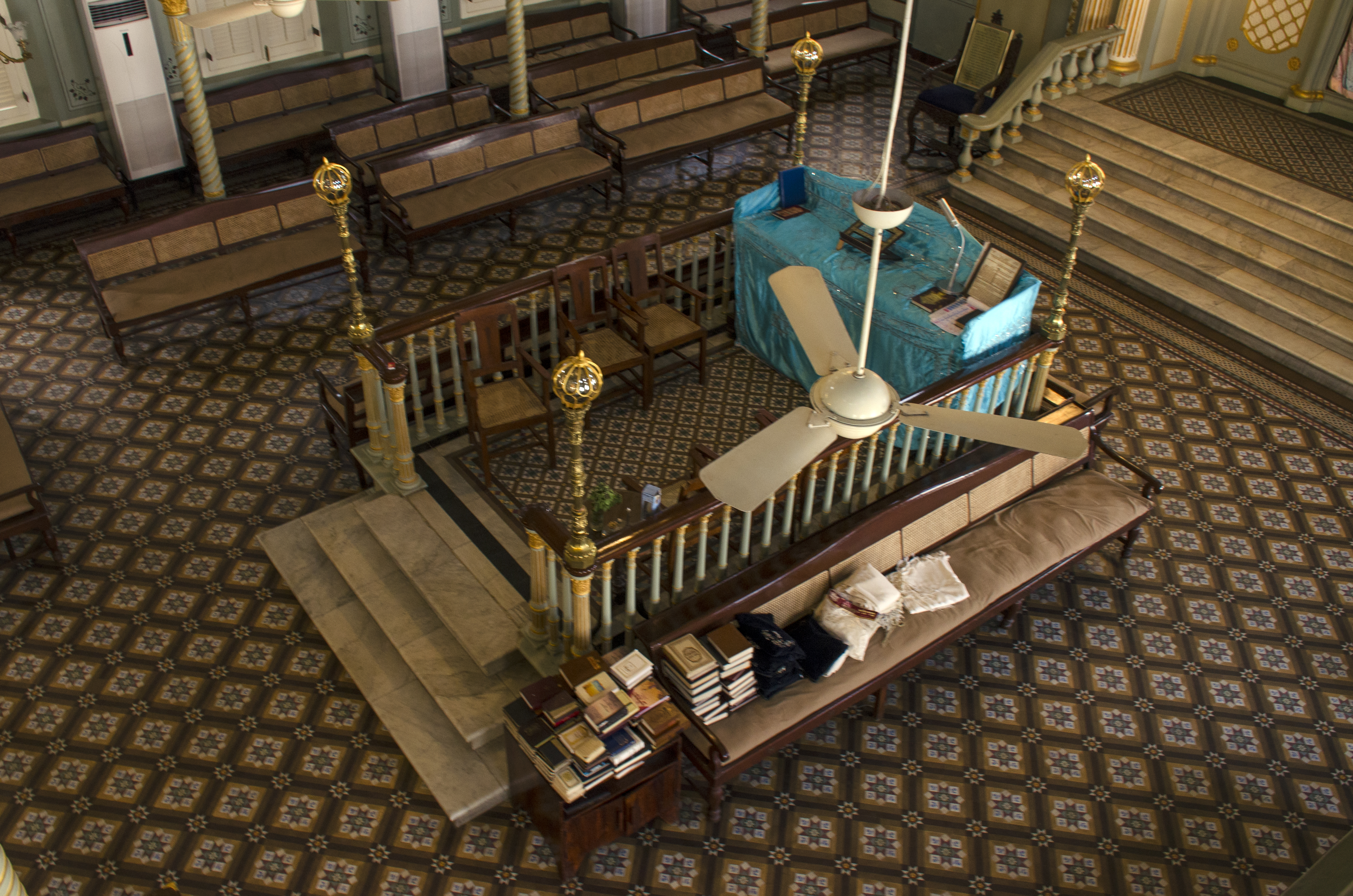
Interior de la Sinagoga Knesset Eliyahoo, en Bombay, India.

La Bimah (en hebreo: בימה) es una plataforma elevada y un lugar de lectura, que se encuentra normalmente en el centro de la sinagoga, donde hay una mesa destinada a la lectura de la porción semanal de la Torá (la parashá semanal) y la porción semanal de los libros proféticos (la haftará) durante el servicio religioso en el judaísmo rabínico. La Bimah es también llamada "Bimá".